# Центральна бібліотека імені М. М. Коцюбинського (Чернігів)
Центральна бібліотека ім. М. М. Коцюбинського — загальнодоступна, універсального профілю бібліотека в Чернігові. Названа іменем українського письменника Михайла Михайловича Коцюбинського. Входить до складу Чернігівської міської комунальної централізованої бібліотечної системи.

## Історія
1 вересня 1948 року рішенням виконавчого комітету міської Ради депутатів трудящих (№ 790 від 30.08.1948 року) в Чернігові було офіційно відкрито першу міську бібліотеку у колишньому приміщенні обласної філармонії по вулиці М. Коцюбинського, 9. На той час ця бібліотека була єдиною в місті з фондом у 700 примірників документів та обслуговувала 130 читачів. Завідувачкою бібліотеки була Л. В. Дейнеко. У 1949 році завідувачкою бібліотеки було призначено Л. О. Підгурську.
1951 року міську бібліотеку було переведено у пристосоване приміщення по вул. 25-річчя Жовтня, 20, із читальним залом і абонементом. Водночас у місті організували 18 пересувних пунктів видачі літератури, які обслуговували жителів міста в гуртожитках та на підприємствах. Кількість читачів зросла до 1700 осіб, а книжковий фонд становив 18450 примірників документів. 
1953 року рішенням міськвиконкому бібліотеці було присвоєне ім’я письменника М. М. Коцюбинського. 
Визначною подією для книгозбірні був переїзд у 1961 році в нове приміщення по вулиці Кирпоноса (зараз - Княжа вулиця (Чернігів), 22, збудоване за індивідуальним проєктом. Директором було призначено Миколу Олександровича Волкова.
1976 року бібліотеки Чернігова було об'єднано в Централізовану бібліотечну систему, куди ввійшла й бібліотека ім. М. М. Коцюбинського. Вона отримала статус Центральної бібліотеки.
1983 року директором Центральної бібліотеки ім. М. М. Коцюбинського та Чернігівської міської комунальної централізованої бібліотечної системи було призначено Марію Яківну Мостову, яка працювала на цій посаді 20 років. 
1994 року на базі колишньої бібліотеки Чернігівського обкому профспілок працівників державних закладів відбулось відкриття бібліотечного пункту видачі від Центральної бібліотеки ім. М. М. Коцюбинського. Бібліотечний пункт і на даний час знаходиться за тією ж адресою: вул. П’ятницька, 32.
2003 року директором Центральної бібліотеки ім. М. М. Коцюбинського та Чернігівської міської комунальної централізованої бібліотечної системи було призначено Ніну Іванівну Власенко. 2019 року її на посаді змінила Людмила Василівна Зіневич. 
Від 2022 року Чернігівську міську комунальну централізовану бібліотечну систему очолює Ганна Вікторівна Пушкар.
На різних етапах розвитку Центральної бібліотеки ім. М. М. Коцюбинського були свої пріоритетні форми соціокультурної діяльності, але завжди на першому плані заходи спрямовані на промоцію читання і книги. Популярними серед відвідувачів книгозбірні стали зустрічі з відомими людьми та презентації книг. У бібліотеці на гостинах побувало багато відомих майстрів українського слова: Михайло Слабошпицький, Олександр Балабко, Володимир Лис, Володимир Шовкошитний, Галина Пагутяк, Надія Гуменюк, Олесь Доній, Сергій Пантюк, Вахтанг Кіпіані, Софія Андрухович, Наталья Гурницька, Любов Долик, Володимир Даниленко, Василь Слапчук, Олександр Власюк (Сашко Лірник), Анатолій Дністровий, Артем Чапай, Катерина Михайліцина, Тетяна Терен, Ірина Славінська, Макс Кідрук, Андрій Курков, Наталя Довгопол, Руслан Горовий, Ірина Фаріон та інші.
Неодноразово бібліотека ставала місцем знайомства з творами молодих талантів. Також стало доброю традицією запрошувати літераторів-земляків. Учасники творчих зустрічей мають приємну нагоду поспілкуватися з письменниками, почути спогади та цікаві факти з їхнього життя, насолодитися авторським виконанням творів.

Центральна бібліотека ім. М. М. Коцюбинського містить у своїх фондах книжкові колекції, якими може пишатися. Це книги з автографами та пам’ятними написами, що були подаровані бібліотеці письменниками, діячами культури та мистецтв, краєзнавцями та просто читачами. У бібліотеці зберігаються книги з дарчими написами: Павла Тичини, Андрія Малишка, Ірини Коцюбинської, Олександра Деко, Абрама Кацнельсона, Євгена Адельгейма, Володимира Дрозда, Михайла Слабошпицького, Олександра Балабка, Василя Слапчука, Володимира Шовкошитного, Володимира Ворони, Надії Галковської, Сергія Дзюби, Станіслава Реп’яха, Ганни Арсенич-Баран, братів Миколи та Михася Ткачів, Олени Печорної, Григорія Самійленка, Василя Чепурного, Олександра Забарного, Валентини Мастєрової та багатьох інших.

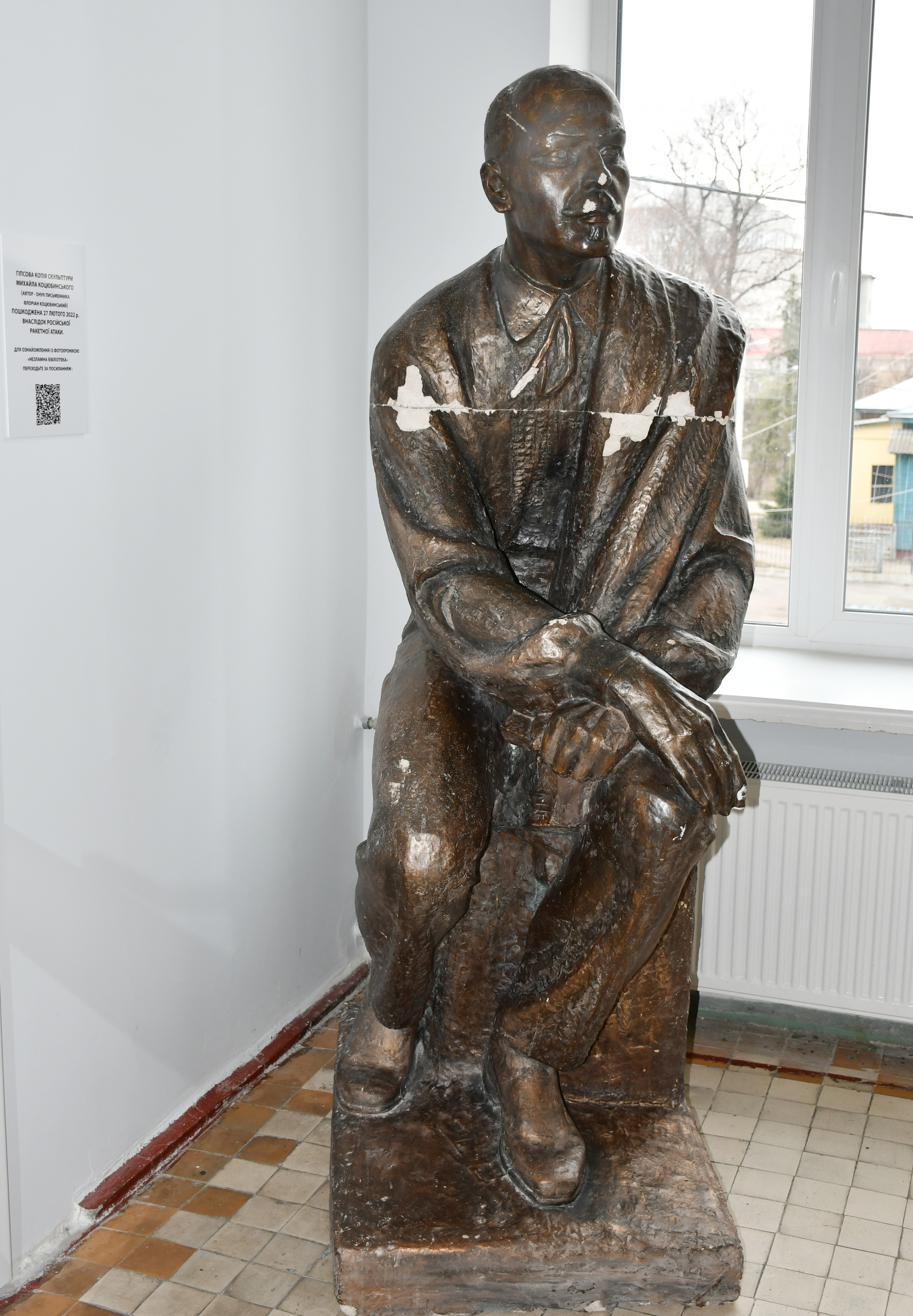
Гіпсова копія скульптури М. М. Коцюбинського (автор — Флоріан Коцюбинський, онук письменника) у відділі обслуговування бібліотеки, пошкоджена 27 лютого 2022 року внаслідок ракетної атаки на Чернігів.

27 лютого 2022 року під час ракетного обстрілу Чернігова військами російської федерації було значно пошкоджено приміщення бібліотеки. Також зазнала пошкоджень та стала непридатною для користування частина бібліотечного фонду (60%). Попри значні руйнування будівлі та внутрішні пошкодження, бібліотека почала працювати одразу після зняття облоги Чернігова у квітні 2022 року. Ліквідація наслідків руйнувань та обслуговування читачів почалися одночасно. Завдяки героїчним зусиллям колективу частину бібліотечного фонду вдалося врятувати. 

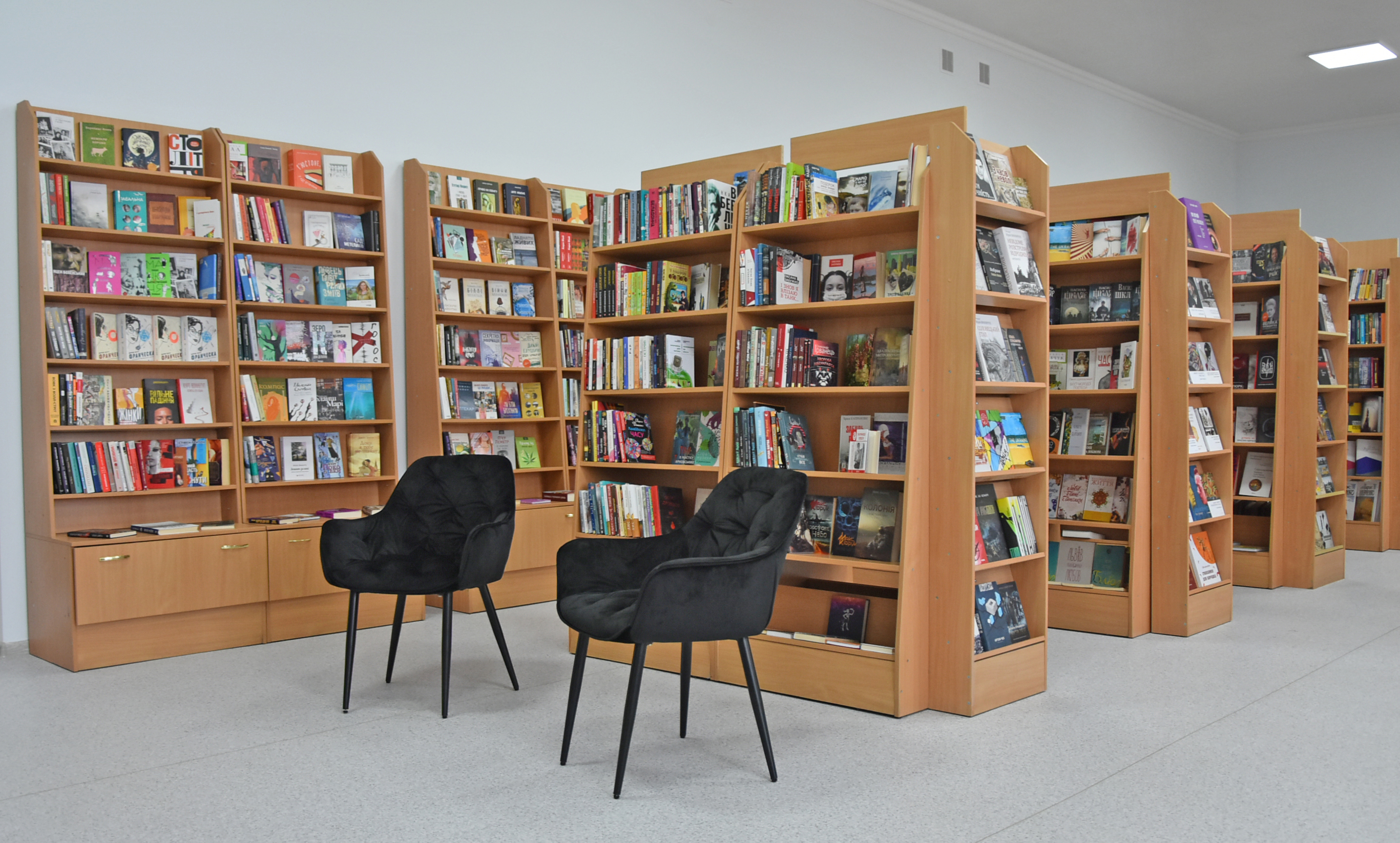
Абонемент Центральної бібліотеки ім. М. М. Коцюбинського

Протягом 2023 року було зроблено ремонт будівлі. Завдяки партнерам, грантовій діяльності, меценатам та за рахунок коштів міського бюджету постійно оновлюється книжковий фонд, осучаснюється комп’ютерна техніка. В умовах воєнного стану бібліотека працює в повному обсязі й надає читачам увесь спектр послуг.

## Діяльність

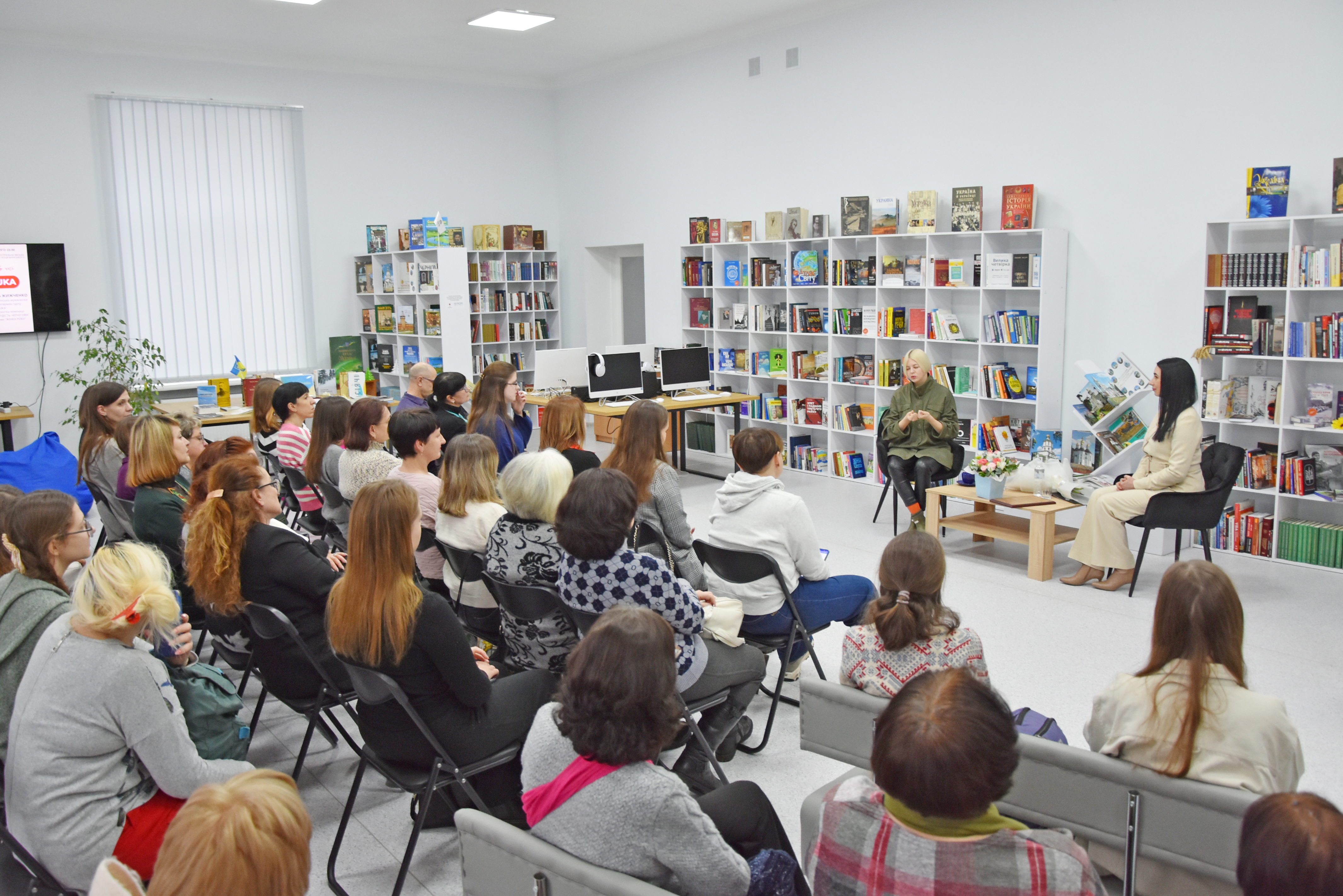
Читальний зал Центральної бібліотеки М. М. Коцюбинського

Бібліотека є центром популяризації краєзнавчої й наукової літератури, інформаційним осередком культури й мистецтва міста; здійснює систематичне довідково-бібліографічне, наукове й інформаційне обслуговування окремих читачів, підприємств, установ й організацій міста (у тому числі на договірній основі); організовує популяризацію бібліотечно-бібліографічних знань і культури читання; забезпечує інформаційні потреби й запити різних категорій користувачів. 
У складі бібліотеки діють: відділ обслуговування (абонемент і читальний зал); сектор обліку та контролю; відділ комплектування та обробки літератури; відділ методичної та бібліографічної роботи; відділ інформаційних технологій та електронних ресурсів.

### Клуби
Фотоклуб «Прекрасне поруч»

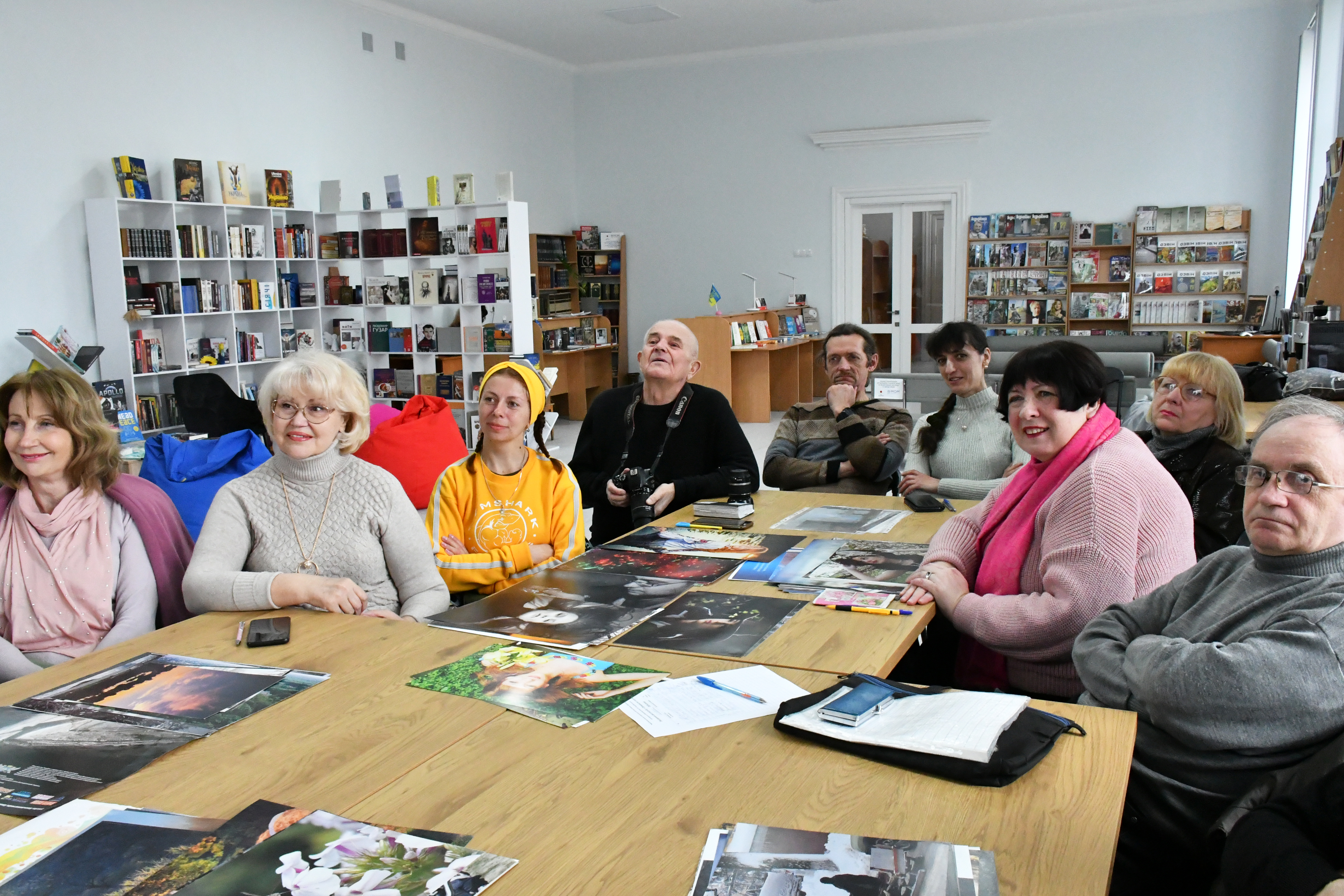
Засідання фотоклубу "Прекрасне поруч" у читальному залі Центральної бібліотеки ім. М. М. Коцюбинського. 2024 р.

У листопаді 2012 року в бібліотеці розпочав роботу фотоклуб «Прекрасне поруч» під керівництвом відомих чернігівських фотомитців, членів Національної спілки фотохудожників України, Миколи Турчина та Віктора Кошмала. Члени фотоклубу «Прекрасне поруч» — люди різного віку та різних професій, яких об'єднує інтерес до фотомистецтва.
20 червня 2013 року відбулося відкриття першої звітної виставки фотоклубу «Прекрасне поруч». З того часу фотоклуб веде активне творче життя. Члени фотоклубу беруть участь у фотоконкурсах та фотовиставках, організовують заходи, пов'язані з фотомистецтвом, популяризують чернігівську фотографію.
Читацький клуб "Між рядків"
Читацький клуб "Між рядків" створено в січні 2023 року. Організаторка та постійна ведуча клубу — Інна Адруг, бібліотекар соціокультурного відділу. Клуб збирається раз на місяць. Для обговорення відвідувачі клубу обирають книжки українських та зарубіжних письменників, дотримуючись паритету: два українських, два зарубіжних, два чоловіки, дві жінки. 
Окрім обговорень обраних творів клуб проводить читання вголос — тематичні (ґелловінські, різдвяні) та відзначає Всесвітній день читання вголос. Влітку клуб традиційно збирається в садочку Чернігівського літературно-меморіального музею-заповідника Михайла Коцюбинського, аби поділитися враженнями від прочитаних самостійно книжок.

### Конкурси
Літературний конкурс «Книга року», започаткований 1999 року, щорічно проводиться на базі бібліотеки. Мета конкурсу — підтримати вітчизняних письменників, науковців і видавців. Конкурс сприяє виявленню найкращих творів друку, пов'язаних з Чернігівщиною. Відзначаються книги, які мають популярність у читачів. Крім того, книги повинні мати високий художній чи науковий рівень та ошатний дизайн.
Лауреати й переможці rонкурсу визначаються за номінаціями: «Поезія»; «Проза»; «Публіцистика та науково-популярні (краєзнавчі) видання»; «Відкриття року» – нагороджується автор найкращої дебютної книги, що вийшла друком у поточному році; «Майбутня книга» – номінація для рукописів.
За наявності відповідної кількості номінантів, можуть бути запроваджені додаткові номінації («Дитяча література», «Література про російсько-українську  війну», «Драматургія» тощо).  Також за рішенням журі може присуджуватися відзнака «Гран-прі». Учасниками конкурсу можуть стати письменники, відомі діячі рідного краю, які надрукували свої книги на території Чернігівської області. 